# Résolution 2019 du Conseil de sécurité des Nations unies
Membres permanents
- Chine
- États-Unis
- France
- Royaume-Uni
- Russie

Membres non permanents
- Afrique du Sud
- Allemagne
- Bosnie-Herzégovine
- Brésil
- Colombie
- Gabon
- Inde
- Liban
- Nigéria
- Portugal

Résolution no 2018 Résolution no 2020
La résolution 2019 du Conseil de sécurité des Nations unies a été adoptée à l'unanimité le 16 novembre 2011, a prolongé d'un an la Force de l'Union européenne (EUFOR Althea) en Bosnie-Herzégovine.

## Résolution
Le Conseil de sécurité a autorisé les États membres de l'Union européenne à poursuivre leurs opérations au sein de EUFOR en Bosnie-Herzégovine pour une nouvelle période d'un an à compter de l'adoption de la résolution.
La Force de l'Union européenne (EUFOR Althea) déployée pour la première fois en 2004, est une présence militaire en Bosnie-Herzégovine chargée de maintenir la paix et la sécurité dans la région et de contribuer au renforcement des capacités des forces armées du pays.
La mission européenne est également chargée de faire respecter les accords de paix de Dayton, qui ont mis fin aux combats interethniques en Bosnie-Herzégovine en 1995 et établi l'indépendance du pays ainsi qu'un cadre pour ses institutions.
Elle succède aux missions de maintien de la paix dirigées par l'OTAN dans ce pays des Balkans : la Force de stabilisation (SFOR) et la Force de mise en œuvre (IFOR) en Bosnie-Herzégovine. La transition de la SFOR à l’EUFOR s’est traduite en grande partie par un changement de nom et de commandants : 80 pour cent des troupes sont restées en place. Elle a remplacé la SFOR dirigée par l'OTAN le 2 décembre 2004.

## Voir également
- Guerres de Yougoslavie
- Guerre de Bosnie-Herzégovine